# 河神龍屬
河神龍屬（學名：Achelousaurus）又譯阿奇洛龍，是尖角龍亞科恐龍的一個屬，生活在下白堊紀的北美洲，約7400萬年前。牠是四足的植食性恐龍，有著像鸚鵡的喙嘴，在鼻端及眼睛後方有骨質隆起，長頭盾頂端有兩隻角。河神龍屬於中型的角龍類，身長約6公尺，體重約3公噸。

## 命名

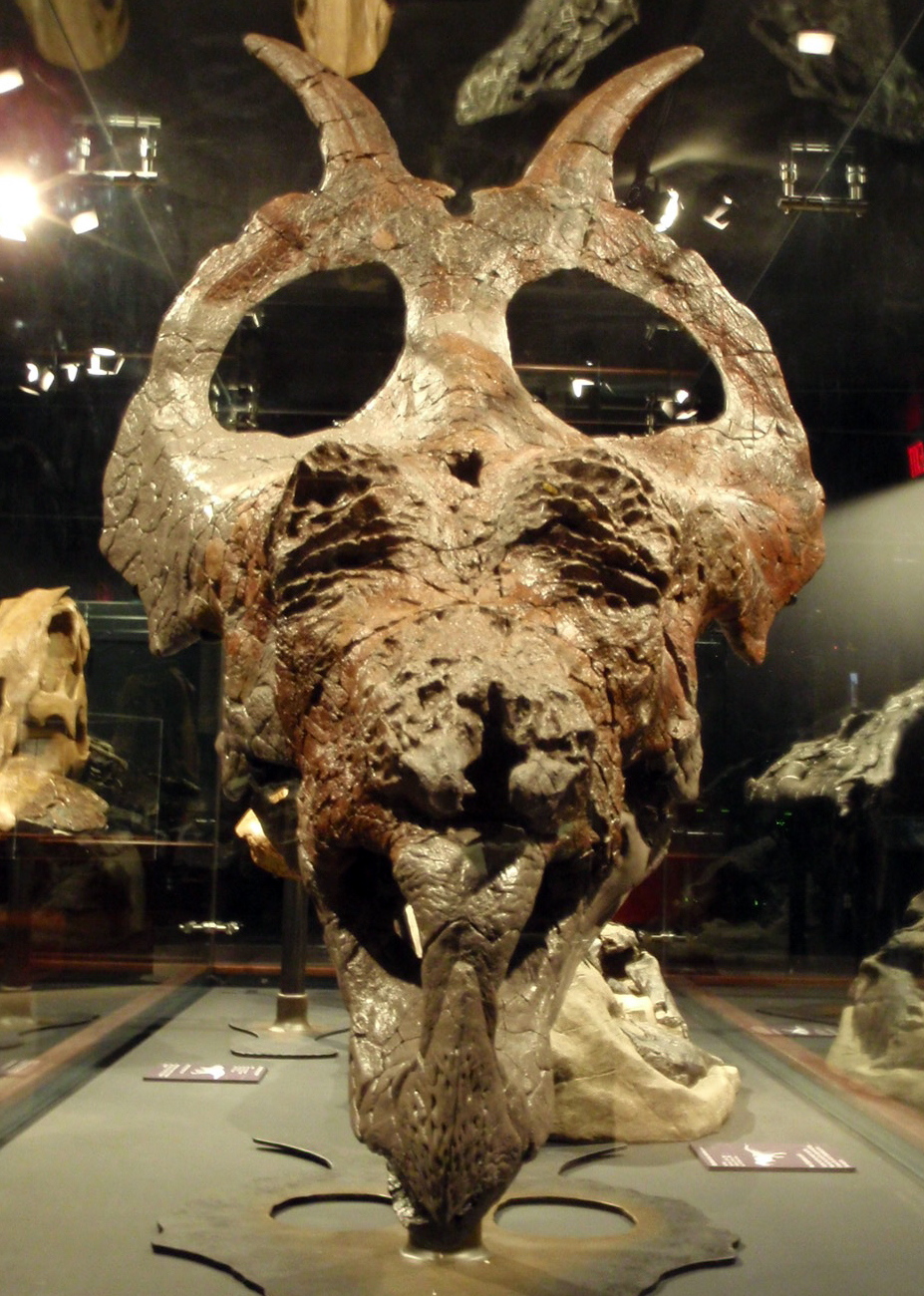
模式標本（編號MOR 485）

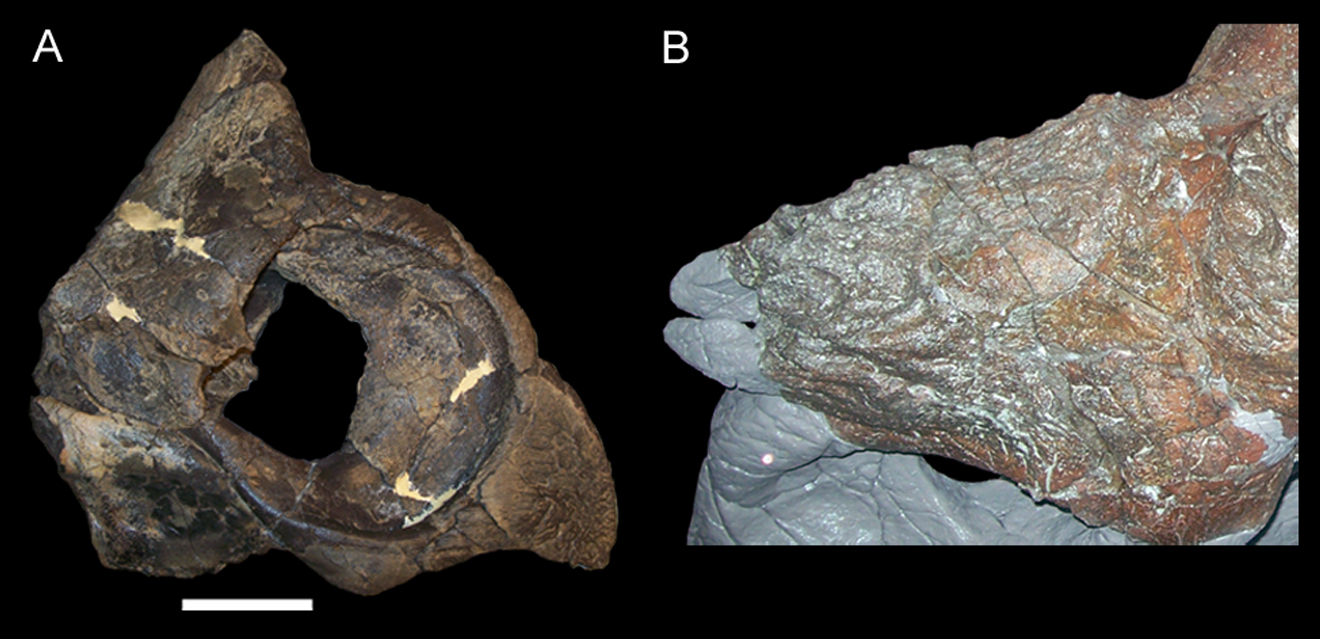
河神龍的鼻骨

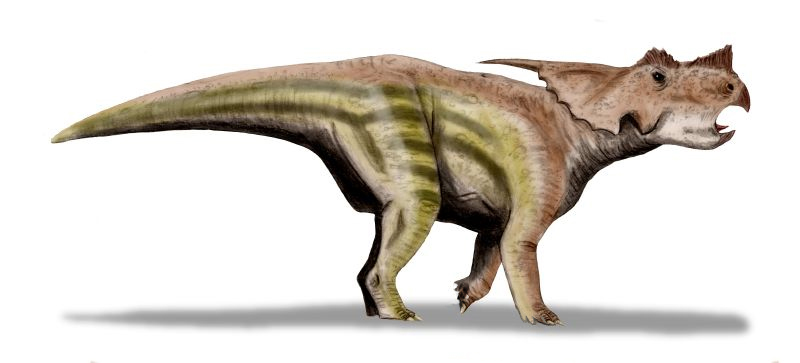
霍納氏河神龍的想像圖

作为河神龍屬的模式種是唯一種，霍納氏河神龍（A. horneri），是由古生物學家史考特·山普森在1996年所敘述、命名。河神龙的属名由希腊神话人物名字Achelous 和 saurus组成。 Achelous 是一个河神，能够将自己变成任何东西。 在与神话英雄赫拉克勒斯的战斗中，阿克洛奥斯化身为一头公牛，但他的一只角被拔掉，输掉了战斗；種名則是紀念在蒙大拿州發現眾多化石的著名美國古生物學家傑克·霍納（Jack Horner）。目前所發現的三個河神龍頭顱骨，都在鼻部上有隆起部分，因其他角龍在該位置都是鼻角，彷彿牠的鼻角被拔掉一樣。阿克洛奧斯另一被稱頌的是他的改變外形能力，河神龍就好像是其他角龍類恐龍的特徵混合體。

## 分類
早期研究認為河神龍是種過渡物種，演化位置在有特化角的角龍類（如野牛龍）及沒有角的厚鼻龍之間。但是，牠們有可能或不可能是同一支系，而這三個屬至少是近親。所以牠們通常被分類在角龍科尖角龍亞科的厚鼻龍族（Pachyrhinosaurini）中。

## 化石
正模標本（編號MOR 485）是在1987年發現於美國蒙大拿州的雙麥迪遜組，由古生物學家史考特·山普森（Scott Sampson）的挖掘團隊所發現。地質年代被估計是在上白堊紀的坎帕階，距今約8300萬-7400萬年前。河神龍的化石發現於雙麥迪遜組的最上層，被認為接近這個時期的結束，約是7400萬年前。其他在此地層發現的恐龍包括有懼龍、斑比盜龍、包頭龍、慈母龍及野牛龍。
到目前為止，科學家只從雙麥迪遜組發現三個河神龍的頭顱骨及一些顱後骨骼的骨頭，所有標本都存放在蒙大拿州波茲曼的落磯山博物館。成年的河神龍的頭骨加頭盾，總計超過1.6米長。

## 外部連結
- 恐龍博物館有關河神龍的介紹